# 文鎮 (電子機器)
電子機器分野における文鎮（ぶんちん）は、スマートフォンやタブレットなどのデジタル機器において、動作・応答せず、修復も難しい状態を表す日本語の俗語。この状態になることを文鎮化（ぶんちんか）という。英語ではbrick（煉瓦）といい、動詞としても使われる。日本語と同じようにpaperweight（文鎮）とも呼ばれる。

## 概要
文鎮の語源は、再起動などの操作を試みても反応しない状態のために、せいぜい「文鎮」にしか使えないような状況を比喩することから来ている。
デバイスの起動画面から先に進まない、起動させようとしても反応しないといった状態が文鎮状態である。症状が一時的ではなく、修復は容易でないか不可能な場合もあることから、フリーズとは区別される。
文鎮化は、ファームウェアのアップデートを行っている最中に電源が切れたり、非正規の改造（Jailbreakやroot化など）を行う際に手順を間違えるなど、システムの基本部分に手を加える作業中に発生することが多い。
また、iPhoneのようにOSのアップデート後にアクティベーションを必要とする端末では、通信キャリアとの契約を解除した後にOSをアップデートすると、SIMカードが無効のためにアクティベーションができず、アクティベーション画面から先へ進めなくなる。この場合は端末の対応している有効なSIMカードをセットすることで容易に回復可能であるが、有効なSIMを既に失っている端末所有者にとっては文鎮化したといえる。

## 文鎮からの回復
文鎮化したデバイスは、回復することが可能な場合がある。例えば、不揮発性メモリのデータが壊れたことにより文鎮化したデバイスは、メモリを直接読み書きできる外付けハードウェア（ROMライターやデバッグボードなどと呼ばれる）や、デバイスが持つブートローダやリカバリーモードを使って回復することができる。文鎮から回復することを英語では "unbrick" という。回復には、デバイスの分解やはんだ付けが必要な場合もある。

## 意図的な文鎮化
携帯電話は固定の識別コードIMEIを持っており、盗難届がでた電話機は網からブロック（赤ロム化）されるが、技術があるものにかかればIMEIは変更することができる。2011年に米国の上院議員は、盗難届が出された電話を「文鎮化」させることを提案した。地元の警察署長は同意し2012年4月、FCCはそのサービスが2012年後半に利用可能になると発表した。
また、サムスン電子から発売されていたGalaxy Note7はリチウムイオンバッテリーの爆発事故が相次いだため、2016年12月にリコールされていない端末を意図的に文鎮化するアップデートが行われることになった。